# Creative Micro Designs
A Creative Micro Designs, Inc. (CMD) információtechnológiával foglalkozó céget 1987-ben alapította Mark Fellows, Doug Cotton és Charles A. Christianson közreműködésével. A cég keretében eredetileg Commodore 64 (C=64) és Commodore 128 (C=128) számítógépekhez fejlesztettek és árusítottak hardverkiegészítőket, majd 2001 után PC-ket és hozzá tartozó eszközöket forgalmaztak.

## Történet
Első terméküket, a JiffyDOS-t még a cég megalakulása előtt, 1985-ben fejlesztette ki Mark Fellows. A DOS szó klasszikus értelmében vett "lemezkezelő operációs rendszer" ROM-ba égetve, mely kompatibilis az összes gyári Commodore hajlékonylemezes meghajtójával, illetve azok DOS-aival, ugyanakkor növelt sebességű lemezolvasási/írási hozzáférést tesz lehetővé. A fejlesztés ezután is folytatódott, 1989-ben adták ki a 6-os verziót.
Maga a CMD vállalkozás 1987 őszén alakult meg és 1988-tól az alapítók főfoglalkozása is lett egyben. Már a cég keretei között kezdték el fejleszteni a merevlemezt csatoló termékeiket (CMD HD), melyet 1990-ben adtak ki, több tárhely-kapacitással (20 MB — 4 GB).
1991-ben felvásárolták az eredetileg Dr. Evil Labs által kifejlesztett SwiftLink RS-232 interfészt és SID Symphony sztereó hangkártyát. 1992-ben kiadták a 3,5"-es floppy lemezeket használó FD meghajtó-sorozatot, melyek kompatibilisek voltak a Commodore 1581 meghajtókkal.
1993-ban Commodore 1351 kompatibilis egeret, majd 1994-ben "hanyattegeret" (trackball) adtak ki, majd ugyanebben az évben megkezdték a számítógép, illetve periféria szervizszolgáltatást is. 1994 áprilisától Doug Cotton főszerkesztősége alatt, "Commodore World" néven kéthavonta magazint is kiadtak, melyet 1999-ben adtak el a német CSW-Verlagnak, amely beolvasztotta azt a saját GO64! nevű hírlapjukba.
Legismertebb termékük, a SuperCPU C=64-es változata 1996-ban, majd 1997-ben a C=128 kompatibilis második verzió jelent meg, az ezekkel együttműködő SuperRAMCarddal együtt.

## Termékek

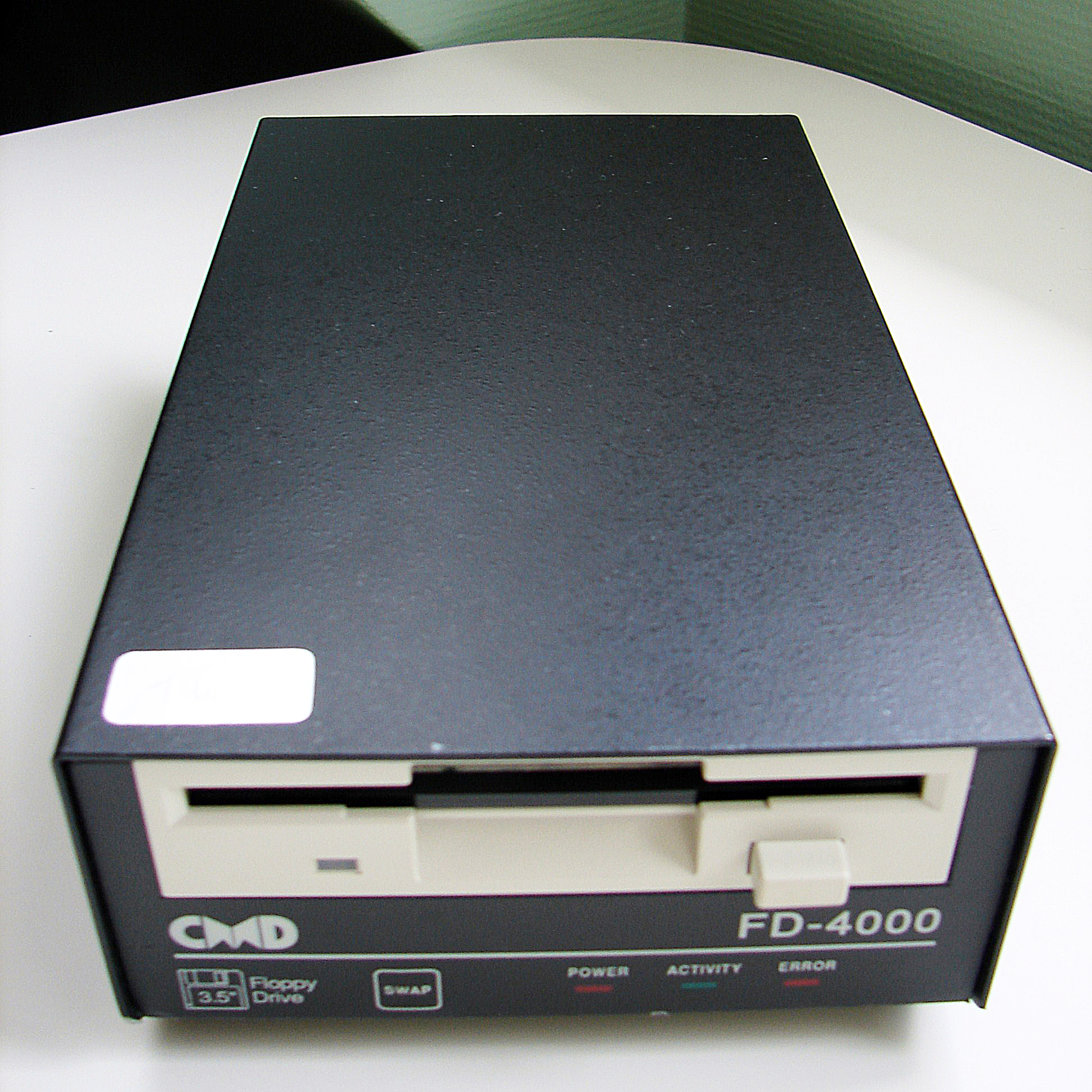
CMD FD-4000 floppy meghajtó

- JiffyDOS — ROM-ba égetett DOS bővítmény[2]
- SuperCPU — gyorsítókártya C=64/C=128-hoz (65816 CPU, 20 MHz, 128 KB SRAM)[5][6]
- SuperRAMCard — memóriabővítő kártya a SuperCPU-hoz (1 — 16 MB SIMM RAM)[6]
- RAMLink — tartós állapotú memóriatároló egység (RAM-Disk) és bővítőport C=64/C=128-hoz (1-16 MB RAM)[7]
- Floppy meghajtók — CMD FD-2000 (1,6 MB HD floppy lemez), CMD FD-4000 (3,2 MB "Enhanced Density" floppy lemez)[8]
- Merevlemez meghajtók — SCSI merevlemezek 20 MB — 4,4 GB-ig (16 MB max. partíció méret, beépített RTC)[9]
- CMD 1750 XL — 512 KB — 2 MB memőriabővítő kártya (Commodore REU klón)[10]
- SwiftLink — 38,4 kbit/s sebességű RS-232 port C=64/C=128-hoz[11]
- Turbo232 — 56,6 kbit/s sebességű RS-232 port C=64/C=128-hoz[12]
- SmartTRACK/SmartMOUSE — trackball/egér, beépített RTC-vel (3-gombos, GEOS kompatibilis)[12]